# Tiên Hà
Tiên Hà là một xã thuộc huyện Tiên Phước, tỉnh Quảng Nam, Việt Nam.
Xã Tiên Hà có diện tích 37,95 km², dân số năm 2019 là 3.339 người, mật độ dân số đạt 88 người/km².